# Субботовка (река)
Субботовка (укр. Суботівка) — правый приток реки Тясмин, протекающий по Черкасскому району (Черкасская область, Украина).

## География
Длина — 6,2 км. Площадь водосборного бассейна — 42 км². 
Берёт начало в лесу на юго-западнее села Суботов. Река течёт на северо-восток. Впадает в реку Тясмин (на 20-км от её устья, в 1957 году — на 50-км) северо-восточнее села Суботов. 
Русло средне-извилистое, в верховье пересыхает, в нижнем течении выпрямлено в канал (канализировано). Есть обрывистые берега. На реке есть пруды. Питание смешанное с преобладающим снеговым. Ледостав длится с начала декабря по середину марта. Пойма занята лесными насаждениями, местами заболоченная. 
Притоки (от истока до устья): безымянные ручьи.
Населённые пункты на реке (от истока до устья):
1. Суботов

На правом берегу в селе Суботов расположен памятник природы Три колодца — часть национального историко-культурного заповедника Чигирин.